# Chondrostoma beysehirense
Chondrostoma beysehirense és una espècie de peix cipriniforme de la família dels ciprínids que es troba al llac Beysehir (Turquia). Els mascles poden assolir els 14,7 cm de longitud total.